# Contamination (toxicologie)
Pour les articles homonymes, voir Contamination.
 (novembre 2014).

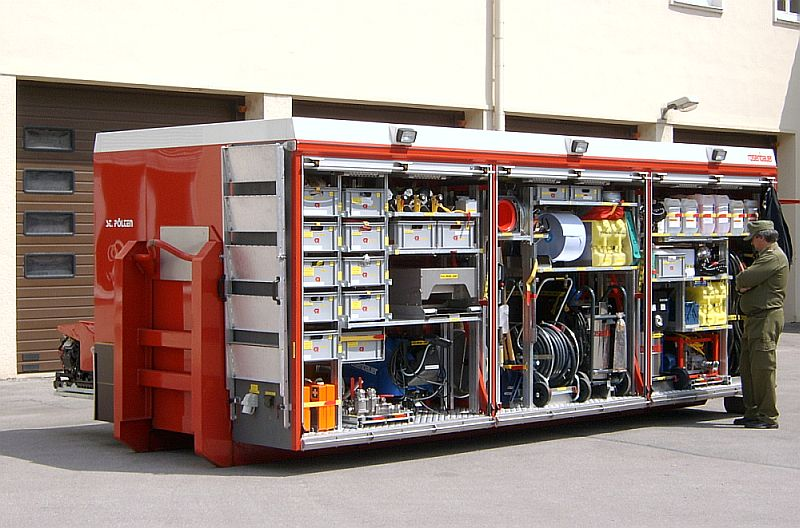
Matériel de décontamination (sécurité civile).

La contamination (du latin contaminatio « souillure »), appelée aussi bio-contamination, est le terme utilisé dans le domaine de la toxicologie ou de l'écotoxicologie pour désigner l'envahissement d'un organisme vivant, d'un écosystème ou d'un compartiment de l'écosystème (ex. : sol, sédiment) par des micro-organismes pathogènes. Par extension, cette contamination comprend la pénétration de substances toxiques ou indésirables.

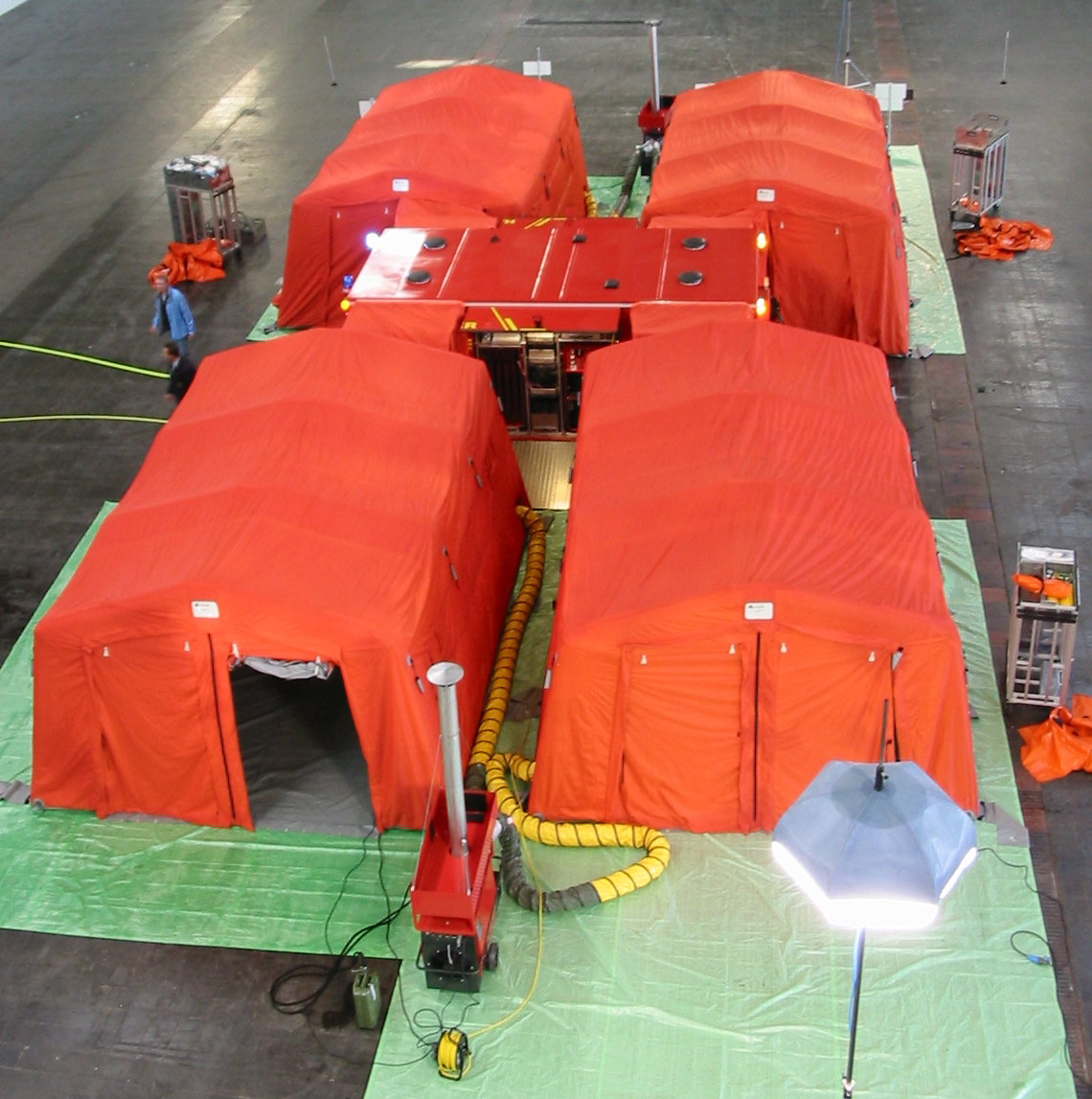
Matériel de décontamination (sécurité civile et pompiers de Hanovre

Dans le domaine alimentaire, il s'agit de l'introduction ou présence d'un contaminant dans un aliment ou dans un environnement alimentaire.
 Contaminer,  c'est donc, selon le cas :
- introduire des matières étrangères, y compris les salissures, une substance toxique ou un parasite ;
- introduire ou causer la multiplication des microorganismes ou des parasites causant des maladies ;
- introduire ou de produire des toxines ;
- introduire des dangers d’ordre physique, biologique ou chimique.

## Définitions juridiques
Dans son projet de Directive cadre Stratégie pour le milieu marin, l'UE distingue :

la contamination toxique ; avec par exemple : 
- introduction de composés synthétiques (ex. : pesticides, agents antisalissures, PCB) ;
- introduction de composés non synthétiques (ex. : métaux lourds, hydrocarbures) ;
- introduction de radionucléides ;

la contamination non toxique, avec par exemple :
- enrichissement du milieu par des nutriments (eutrophisation, dystrophisation, via le ruissellement à partir de terres agricoles, des déversements, etc.) ;
- enrichissement par des matières organiques (ex. : mariculture, déversements) ;
- modifications du régime thermique (ex. : déversements, pollution thermique induite par les rejets de systèmes de refroidissement de centrales électriques) ;
- modifications de la turbidité (ex. : ruissellement, dragage) ;
- modifications de la salinité (ex. : prélèvements d’eau, déversements).

## Transcontamination
Se dit en biologie moléculaire, quand un échantillon en contamine d'autres.

## Voies de contamination
- Les microbes se contaminent à partir de l'eau, de l'air ou d'un substrat solide par adsorption passive ou en absorbant activement (phagocytose) les polluants ou contaminants physiques, organiques ou biologiques.

- Les végétaux se contaminent à partir de sol, sédiment, eau ou air via leurs racines (et via leurs bactéries et/ou champignons symbiotiques), mais aussi ou par passage via les stomates ou au travers des cuticules foliaires. Les écorces sont aussi une zone de passage de certains contaminants.

- Les champignons se contaminent via leurs mycéliums et sont capables fortement bioaccumuer certains métaux et radionucléides.

- Les lichens se contaminent à partir des dépôts secs et humides qu'ils absorbent pour se nourrir.

- Les organismes animaux se contaminent par contact (adsorption), par ingestion (aliments, boissons, mucus avalés) ou inhalation. Certains contaminants (liposolubles ou nanoparticulaires) se jouent des barrières cutanées, muqueuses, pulmonaires, branchiales, intestinales... Les animaux qui se lèchent le pelage sont plus exposés.
Chez les humains les enfants sont beaucoup plus exposés au passage transcutané car leur peau est plus fine, et à la contamination par ingestion car d'une part ils portent facilement à la bouche les doigts sales ou des objets contaminés et d'autre part comparativement aux adultes ils ingèrent plus de boissons et de nourriture. Selon l’US-EPA (2011) (repris en France par le HCSP) un enfant ingère ainsi en moyenne 100 mg/j (milligrammes par jour) de sol et poussière[2] et jusqu'à 200 mg/j chez les enfants portant plus facilement les objets et les doigts à la bouche[2] (ces valeurs sont plus élevées que celles antérieurement recommandées par l’InVS ou l’INERIS[3]).

Dans tous les cas un facteur de risque important est la biodisponibilité du contaminant qui peut fortemnet changer selon la température, le PH ou la teneur en eau du milieu et donc évoluer dans le temps et l'espace

## Sources
- www.cfis.agr.ca
- Code d'usages international recommandé - Principes généraux d'hygiène alimentaire - CAC/RCP 1-1969, RÉV. 4 (2003) Pdf